# ALCO 251
ALCO 251 é um motor primário de combustão interna desenvolvido pela ALCO para substituir os antigos ALCO 244 e ALCO 539T.
O desenvolvimento começou em 1949, e como o ALCO 244 deveria ter um diâmetro dos cilindros de 229mm(9")
e um curso de 267 mm (10,5"). O engenheiro chefe de design diesel da ALCO, Paul Vaughan, projetou o 251 para resolver os principais pontos fracos que o 244 apresentou, como as grandes diferenças térmicas que o 244 apresentava, o novo 251 solucionou grande parte desses problemas com o uso de um aftercooler no turbo-alimentador, o que maximizou o desempenho do motor, no mesmo bloco do antigo 244. Outras modificações menores também foram feitas nos rolamentos, pistões, injetores e bombas.
Para se precaver dos mesmos problemas que o desenvolvimento as pressas causou ao 244, a ALCo colocou o 251 num programa extensivo de testes.
O 251 foi oferecido primeiramente para locomotivas, na configuração 6-linha, com 800 hp, para substituir o antigo 539T, que continuava em uso até então em todas as manobreiras e na ALCO RS-1. Como o 539T, o 251 começou a ser produzido em Auburn, New York.
Em 1955, o 251 entra em produção comercial as versões 6-linha e V12 em Auburn, New York, antiga fábrica do 539T, enquanto que a versão V16 era feita em Schenectady, New York, aonde o ALCO 244 era feito.
Muito confiável e com um projeto de grande sucesso, o motor 251 sobreviveu a muitos concorrentes, e a própria ALCO. Ao contrário do problemático 244, ele se demonstrou confiável, barato de manter e com fácil manutenção, sendo apreciado principalmente por "shortlines", pequenas ferrovias que possuem poucas máquinas, geralmente de modelos diferentes.
Com o encerramento da ALCO, o projeto do 251 continuou sendo fabricado pela Montreal Locomotive Works no Canadá por vários anos, e com o encerramento da MLW, todos os direitos de fabricação e seus projetos foram vendidos para a Fairbanks-Morse, uma antiga fábrica de locomotivas, hoje divisão da General Electric. Hoje o 251 é disponibilizado pela Fairbanks-Morse nas versões de 6 cilindros em linha, V8, V12, V16 e V18 para uso em grupos geradores e uso marítimo.

## Uso em locomotivas
Segue abaixo a lista de locomotivas que usam o motor.
| Tipo         | Potência (hp) | Locomotiva(s)                                                                        |
| ------------ | ------------- | ------------------------------------------------------------------------------------ |
| 6-linha 251  | 800           | S-5.                                                                                 |
| 6-linha 251A | 900           | S-6.                                                                                 |
| 6-linha 251B | 900           | ALCO S-6, ALCO T-6                                                                   |
| 6-linha 251C | 1000          | MLW S-13, MLW RS-23                                                                  |
| 6-linha 251D | 1200          | MLW DL535E                                                                           |
| V-8 251F     | 1500          | ALCO Century 415                                                                     |
| V-12 251B    | 1800          | ALCO RS-11, ALCO RSD-12, MLW RS-18, ALCO RS-36, MLW FPA-4, MLW FPB-4                 |
| V-12 251C    | 2000          | ALCO RS-32, ALCO Century 420, MLW M420W, Bombardier High-Reliability 412, EMAQ MX620 |
| V-12 251C    | 2150          | ALCO DH643                                                                           |
| V-16 251B    | 2400          | ALCO RS-27, ALCO RSD-15, MLW RSD-17, ALCO Century 424                                |
| V-16 251C    | 2500          | ALCO Century 425                                                                     |
| V-16 251C    | 2750          | ALCO Century 628, ALCO Century 855, ALCO C855B                                       |
| V-16 251E    | 3000          | ALCO Century 430, ALCO Century 630, MLW M630                                         |
| V-16 251E    | 3600          | ALCO Century 636, MLW M636                                                           |
| V-16 251F    | 3700          | MLW LRC-2, MLW LRC-3                                                                 |
| V-16 251G    | 3200          | Bombardier HR-616                                                                    |
| V-18 251     | 4000          | MLW M640                                                                             |